# 라스트 버스
라스트 버스(The Last Bus)는 영국에서 제작된 길리스 매키넌 감독의 2021년 드라마 영화이다. 티모시 스폴 등이 주연으로 출연하였다.

## 출연

### 주연
- 티모시 스폴
- 필리스 로건

### 조연
- 콜린 맥크레디